# Trotta genannt Treyden

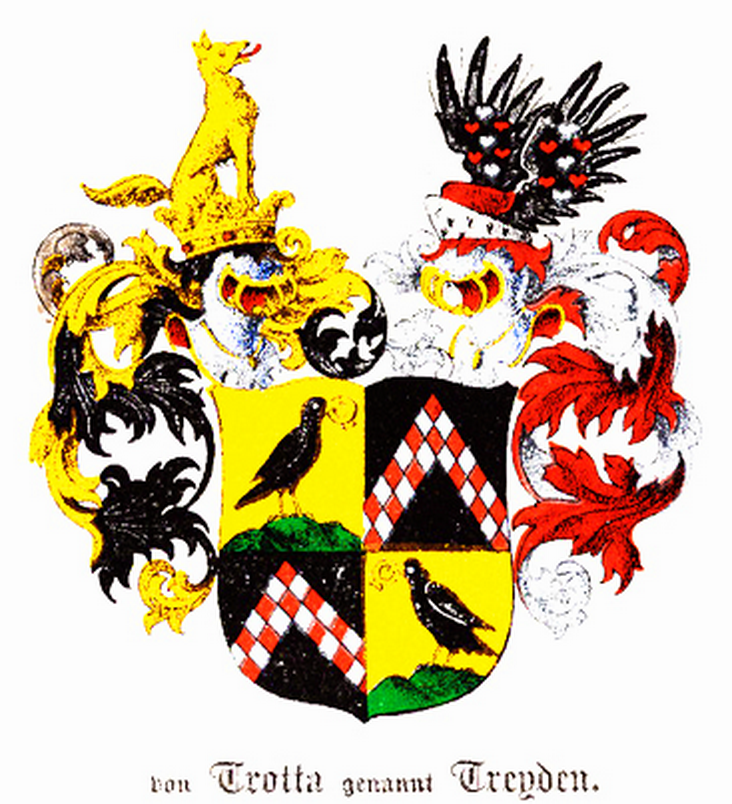
Vereinigtes Wappen Trotha-Trott aus dem Jahre 1586, wie es auch die Trotta genannt Treyden vom Jahre 1615 an führten

Trotta genannt Treyden (bis 17./18. Jahrhundert Treyden, Treiden, auch Trotta-Treyden) war ein kurländisches Adelsgeschlecht, das später auch in Sachsen und Preußen vertreten war.
Die Familie lebte spätestens seit dem 15. Jahrhundert in Kurland und nahm dort im 17. Jahrhundert den Adelsnamen Trotta genannt Treyden, nach dem hessischen Adelsgeschlecht von Trott, an. Sie führte wahrscheinlich zunächst auch deren Wappen, später dann das Vereinigungswappen Trotha-Trott.
Die Familie ist vom gleichnamigen baltischen Adelsgeschlecht Treyden zu unterscheiden, mit dem sie wahrscheinlich nicht verwandt war.

## Geschichte

### Kurländische Linie

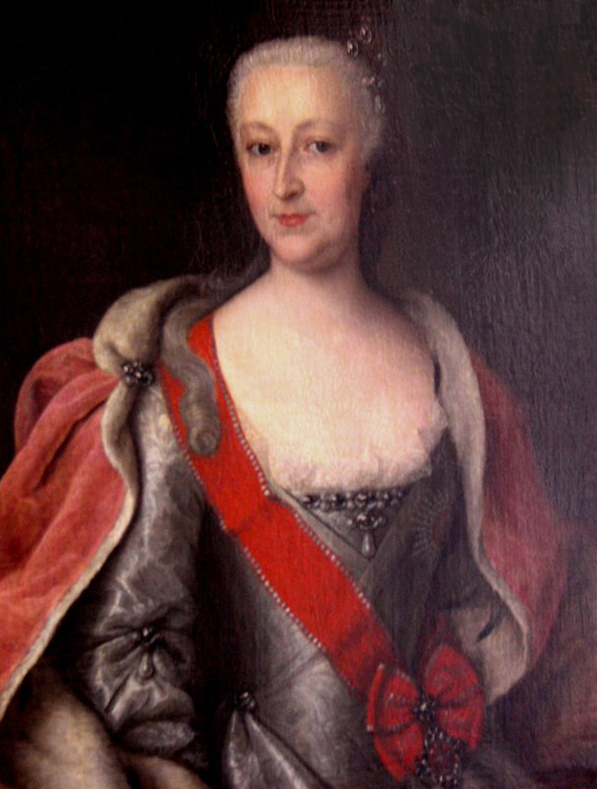
Benigna Gottliebe von Biron, Herzogin von Kurland, geborene von Trotta genannt Treyden

Die Herkunft dieser Linie ist nicht bekannt, möglicherweise stammte sie aus Sachsen-Meißen. Der älteste bekannte Vertreter war Ewald Treyden, Erbherr auf Krohten in Kurland, am Ende des 15. Jahrhunderts. Mit Christoffer von Treyden († nach 1532), Erbherr auf Krohten und Warwen, begann die heute durchgängig bekannte Stammreihe der Familie. Von 1615 ist die erstmalige Bezeichnung (Matthias) von Treyden gen. Trotta bekannt. Daraus ergab sich später das Vereinigungswappen Trott-Trotha. 1620 wurde Christoph von Treiden in die 1. Klasse der kurländischen Ritterbank aufgenommen. 1621 war ein Christoph von Treyden Hauptmann des Ordensschlosses Doblen in Kurland. Seit dem 18. Jahrhundert führte die Familie durchgängig den Namen von Trotta genannt Treyden.
Die bekannteste Vertreterin dieser kurländischen Linie war Benigna Gottliebe von Trotta genannt Treyden (1703–1782), die den Herzog von Kurland Ernst Johann von Biron (1690–1772) heiratete. Ihre jüngere Schwester Thekla Katharina (1705–1780), heiratete den russischen General Ludolf August von Bismarck (1683–1750). Beide waren Töchter des Hieronimus August Trotta genannt Treyden und der Charlotte Katharina von Schöning.
1865 ist das Geschlecht in Kurland mit Friedrich von Trotta genannt Treyden im Mannesstamm erloschen. Als letzte Angehörige verstarb Theodosia, verwitwete Peucker im Jahre 1892 als Äbtissin des adligen Damenstiftes in Mitau.

#### Besitz
Bernkau, Groß Blendinen (pfandweise), Cadeln, Fischröden/Fischrehden, Gamsen, Klein Ilmagen, Karnall, Kogeln/Jogeln, Krohten, Lassen, Leckensee (/) Leskeusen, Leipnitz, Lexten, Alt und Neu Peltzen, Platgaln/Plattgallen, Rudbar/Rudbahren, Schollkaff/Schollkoff, Warwen

### Russisch-baltische Linie
Eine Linie der Familie von Treyden stand seit dem 17. Jahrhundert in russischen Diensten. Von ihr ist nur in wenigen Fällen die Namensform von Treyden genannt Trotta bekannt. Ihre Verbindung zu der kurländischen Familie ist bisher nicht bekannt.
- Matthias (Matfej) von Treyden († um 1702), russischer Major
- Timofej von Treyden, Generalmajor unter Peter I. bis 1733
- Jacob von Treyden († 1742), Kommandant von Wyborg 1739
- Heinrich Reinhold von Treyden (1700/1701–1781), Generalleutnant, Stadtkommandant von Königsberg 1758/59 während der russischen Besetzung
- Christoph Wilhelm von Treyden (1734–1809), Generalleutnant, Militärgouverneur von Irkutsk

Die Familie besaß unter anderem die Güter Leeparn und Constanten/Konstanten in Litauen und Sonnaxt in Kurland.

### Kursächsische Linie
Christoph Levin von Trotta genannt Treyden (1706–1775) erwarb durch Heirat mit Henriette Dorothea Brandt von Lindau (* 1717) das Haus Wiesenburg, das damals zum Kurfürstentum Sachsen gehörte, mit den Gütern Hagelberg, Glien, Mahlsdorf, Vorwerk Mahlsdorf, Reetz, Roitzsch, ½ Reppinichen Hütten, und der wüsten Mark „alte Hölle“. Er zog bald nach Dresden, wo er Obrist und kursächsischer Kammerherr wurde.
Sein Sohn Christoph Friedrich Levin von Trotta genannt Treyden (1743–1772), ursprünglich Erbherr auf Rudbahren in Kurland, heiratete 1770 Komtess Johanna Dorothea Reuß (1743–1801) und erwarb das Haus Mahlsdorf bei Wiesenburg. Auch er zog nach der Hochzeit nach Dresden und wurde sächsischer Kammerherr. (Seine Witwe erbte 1797 von ihrem Bruder Graf Heinrich XXVIII. Reuß zu Ebersdorf (1726–1797) neben zwanzig weiteren Gütern auch Klix in der Oberlausitz, das irrtümlicherweise verschiedentlich als Besitzgut ihres Gatten genannt wird.)
Die Familie lebte vor allem in Dresden, der männliche adlige Zweig starb im 19. Jahrhundert aus.
Der sächsische Sous-Lieutenant (Unterleutnant) und königliche Kammerjunker Christoph Gotthard von Trotta genannt Treyden (1749–1819), begründete eine bürgerliche Linie, welche bis heute fortbesteht. Angehörige nennen sich von Treyden.

### Preußische Linie
Die preußische Linie wurde von Otto Friedrich Heinrich von Trotta genannt Treyden (* 24. Juni 1754; † 10. März 1830 in Königsberg) begründet, der sich 1769 in preußische Kriegsdienste begab, bis in den Rang eines Oberstleutnants avancierte und Ritter des Ordens Pour le Mérite war.
Die Trotta genannt Treyden stellten zahlreiche Offiziere in der Preußischen Armee, darunter neben anderen Kommandeuren zwei Generäle, konnten aber auch häufig zivile Stellen besetzten. Güterbesitz wurde, soweit sich ermitteln ließ, nicht erworben. Die Linie ist um die Mitte des 20. Jahrhunderts erloschen.

#### Weitere Persönlichkeiten
- Otto Magnus Julius von Trotta genannt Treyden (1794–1858), preußischer Generalmajor, Kommandeur des 1. Dragonerregiments
- Franz Heinrich Otto von Trotta genannt Treyden (1862–1941), deutscher Generalleutnant

## Wappen
- Das Stammwappen von 1561 zeigt in Silber einen dreireihig gold-silbernen geschachten Schrägrechtsbalken (1571 und 1591 anstelle dessen einen schwarz-silbernen Schachbalken). Auf dem Helm,  der Balken zwischen einem vorn goldenen und hinten silbernen (1571/1591 schwarz, silbernen) offenem Flug.
- Ohne dass spätere Autoren darauf Bezug nahmen, veröffentlichte Johann Siebmacher noch ein Lilien-Wappen.[12]
- (1615): Geviert; I. und IV. (Trotha): in Gold ein schreitender schwarzer Rabe mit goldenem Ringe im Schnabel auf grünem Dreiberge; II und III. (Trott): in Schwarz ein von Rot und Silber geschachter Sparren. Zwei Helme: Auf dem gekrönten rechten mit schwarz-goldener Decke ein sitzender goldener Fuchs und auf dem linken mit einer Hermelin-gestülpter roter Mütze mit rot-silberner Decke ein mit roten und silbernen Herzen besäter, offener schwarzer Flug.